# Camouflage (band)

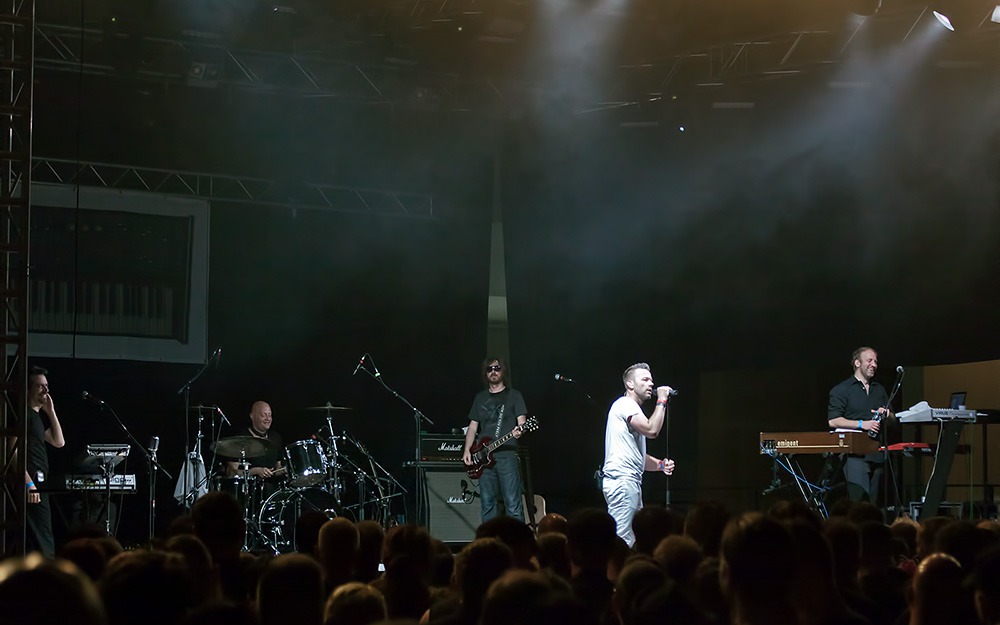
Camouflage in 2011

Camouflage is een Duits synthpop trio bestaande uit Marcus Meyn, Heiko Maile en Oliver Kreyssig. Ze hadden een hit in de Amerikaanse Billboard Hot 100 met het nummer "The Great Commandment" die de 59ste plaats haalde in 1989. Ook stond het drie weken lang op de eerste plaats in de Billboard Hot Dance Music/Club Play. Ze hadden in deze lijst later nog twee kleine hitjes in hetzelfde jaar.

## Biografie
In 1983 richten Heiko Maile, Marcus Meyn, Martin Kahling and Oliver Kreyssig, vier vrienden uit Bietigheim-Bissingen, Duitsland, de band "Licenced Technology" op. Martin Kahling verlaat de band in 1984. Snel daarna werd de naam van de band veranderd in "Camouflage" geïnspireerd door een nummer van het "Yellow Magic Orchestra" met dezelfde naam. Ze zetten hun eerste studio op in de kelder van Heiko zijn vader, die ze "Boy's Factory." noemen. Hun eerste live-optredens bij lokale clubs volgden al snel.